# Nyendo
 (janvier 2023).
Nyendo est une ville située en Ouganda dans le district de Masaka.

## Économie
Un marché en dur a été construit en 2017.